# دونكان باول مونرو
دونكان باول مونرو هو سياسي كندي، ولد في 25 سبتمبر 1896 في مانيتوبا في كندا، وتوفي في 1 يوليو 1934 في كندا بسبب حادث مرور. حزبياً، نشط في الحزب الليبرالي في أونتاريو ‏. وقد انتخب عضو برلمان مقاطعة أونتاريو.